# Lăută

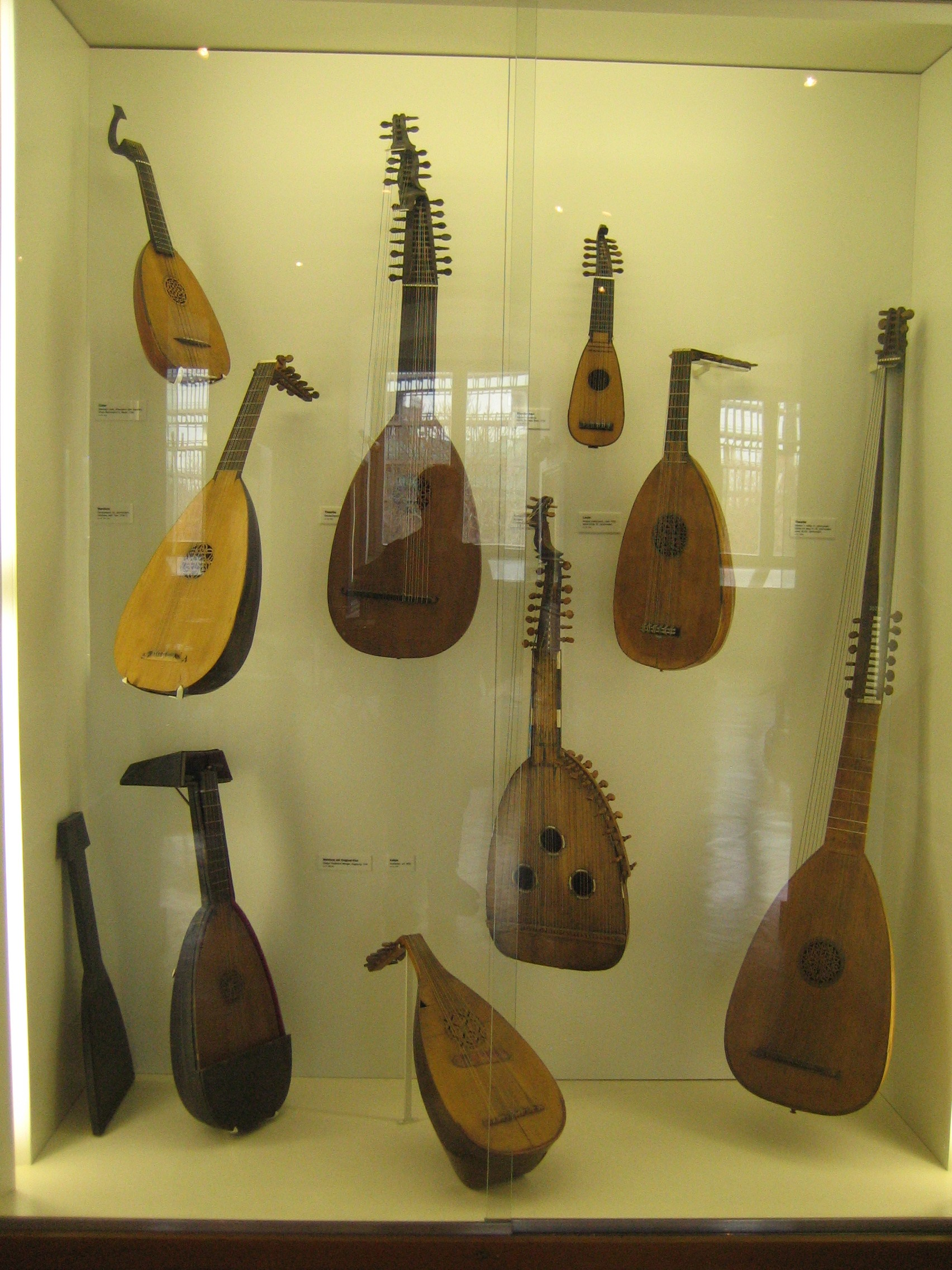
Diferite lăute
(Deutsches Museum München)

Lăuta (var. alăută) este un instrument muzical cu coarde ciupite, cu gâtul lung, îndoit spre spate și fără bare, iar cutia de rezonanță având pe față un orificiu de vibrație, este foarte bombată, cu un fund adânc și rotunjit, în formă de migdală, asemănător cu cobza.
Lăuta, de proveniență persano-arabă (al ûd) a fost introdusă în Europa din zona Spaniei, odată cu ocupația maură din secolele XI-XII. Europenii au preluat acest instrument și i-au adus unele modificări datorate unui alt sistem de gândire muzicală, tipic european și, într-un timp foarte scurt, acest instrument a căpătat o popularitate absolut incredibilă. Lăuta a fost foarte răspândită în Europa în sec. al XVI-XVIII-lea, în timpul Renașterii și a Barocului, fiind utilizată inițial doar ca acompaniament pentru voce, apoi și solistic. Popularitatea i s-a datorat și faptului că majoritatea partiturilor apărute foloseau tabulatura (notație alfabetică sau numerică în care liniile de portative, utilizate în prezent, erau înlocuite de o grilă de linii orizontale care nu reprezentau linii de portativ, ci chiar corzile instrumentului, iar notația care era trecută în tabulatură reprezenta exact indicația așezării degetelor pe grifura instrumentului), care le era accesibilă și celor care nu cunoșteau notația muzicală.
Dintre compozitorii vremii care au scris lucrări pentru lăută, trebuie menționați John Dowland (1563 - 1626) în Anglia, Adrian Le Roy (c. 1520-1598) și Robert de Visée (ca. 1655 – 1732/1733) în Franța, Sylvius Leopold Weiss (1686 - 1750) în Germania, cu toții compozitori și interpreți.
Printre cele mai vechi consemnări istorice care fac referire la lăută se numără referința biblică din Vechiului Testament, cartea Geneza cap. 4, versetele 20-21: "Ada a născut pe Iabal: el a fost tatăl celor ce locuiesc în corturi și păzesc vitele. Numele fratelui său era Iubal: el a fost tatăl tuturor celor ce cântă cu alăuta și cu cavalul."
Numele de lăutar vine de la lăută. Inițial, lăutarii au cântat la lăută, vioară sau diblă. Cu timpul, erau socotiți lăutari toți membrii unui taraf, indiferent de instrumentul la care cântau. În Moldova, cel mai renumit era Barbu Lăutarul – starostele și cobzarul, care a trăit între anii 1780 si 1860, la Iași. Lăutarii vehiculează atât folclor sătesc cât și unul orășenesc, cel din urmă executat într-o manieră adesea „folclorizantă”, provenind, în ordine cronologică, din cântecul de lume* greco-turco-perso-arab (sec. 17-19).
Alte instrumente din familia lăutei sunt cobza, mandolina și charango.